# Emakumeen Nafarroako Klasikoa 2020
La Emakumeen Nafarroako Klasikoa 2020 (en euskera: Clásica de Navarra Femenina 2020) fue la segunda edición de esta carrera ciclista femenina. Se realizó el 22 de julio de 2020. Formó parte del Calendario UCI Femenino 2020 y la ganó la neerlandesa Annemiek van Vleuten.

## Participantes
| ProTeam- Arkéa-Samsic translation for headoftableIII_translate index 58 not found (6)- Mitchelton-Scott - Movistar Team - Alé BTC Ljubljana - Canyon-SRAM Racing - Trek-Segafredo - FDJ-Nouvelle Aquitaine-Futuroscope UCI Women's continental teams (4)- Boels Dolmans - Paule Ka - Charente-Maritime Women Cycling - Ceratizit-WNT Pro Cycling Unknown team category (4)- BePink - Doltcini-Van Eyck Sport - Eneicat-RBH - Valcar-Travel & Service |
| |

## Clasificación general
| \| Clasificación general \| Clasificación general \| Clasificación general \| Clasificación general \| Clasificación general \| \| Ciclista \| Ciclista \| Equipo \| Tiempo \| \| \| --------------------- \| --------------------- \| ------------------------- \| --------------------- \| --------------------- \| \| 1.ª \| Annemiek van Vleuten \| Mitchelton-Scott \| 3 h 32 min 51 s \| \| \| 2.ª \| Mavi García \| Alé BTC Ljubljana \| + 18 s \| \| \| 3.ª \| Anna van der Breggen \| Boels Dolmans \| + 27 s \| \| \| 4.ª \| Elisa Longo Borghini \| Trek-Segafredo \| + 48 s \| \| \| 5.ª \| Erica Magnaldi \| Ceratizit-WNT Pro Cycling \| + 50 s \| \| \| 6.ª \| Clara Koppenburg \| Paule Ka \| + 55 s \| \| \| 7.ª \| Ella Harris \| Canyon-SRAM Racing \| + 3 min 01 s \| \| \| 8.ª \| Eider Merino \| Movistar Team \| + 5 min 14 s \| \| \| 9.ª \| Lizzie Deignan \| Trek-Segafredo \| + 6 min 03 s \| \| \| 10.ª \| Amanda Spratt \| Mitchelton-Scott \| + 6 min 03 s \| \| |                      |                           |                 |
| |                      |                           |                 |
| Fuentes: ProCyclingStats Cycling Quotient |                      |                           |                 |
| Clasificación general |                      |                           |                 |
| Ciclista | Ciclista             | Equipo                    | Tiempo          |
| 1.ª | Annemiek van Vleuten | Mitchelton-Scott          | 3 h 32 min 51 s |
| 2.ª | Mavi García          | Alé BTC Ljubljana         | + 18 s          |
| 3.ª | Anna van der Breggen | Boels Dolmans             | + 27 s          |
| 4.ª | Elisa Longo Borghini | Trek-Segafredo            | + 48 s          |
| 5.ª | Erica Magnaldi       | Ceratizit-WNT Pro Cycling | + 50 s          |
| 6.ª | Clara Koppenburg     | Paule Ka                  | + 55 s          |
| 7.ª | Ella Harris          | Canyon-SRAM Racing        | + 3 min 01 s    |
| 8.ª | Eider Merino         | Movistar Team             | + 5 min 14 s    |
| 9.ª | Lizzie Deignan       | Trek-Segafredo            | + 6 min 03 s    |
| 10.ª | Amanda Spratt        | Mitchelton-Scott          | + 6 min 03 s    |